# Bertram Bushnell
Bertram „Bert“ Herbert Thomas Bushnell (* 3. September 1921 in Wargrave, Berkshire; † 9. Januar 2010 in Reading, Berkshire) war ein britischer Ruderer und Olympiasieger im Doppelzweier.
Bushnell entstammte einer Bootsbauerfamilie, die eine Werft in Wargrave besaß und eine Filiale in Henley-on-Thames. Damit Bertram Bushnell in seiner Ruderkarriere nicht mit dem Amateur-Paragraphen in Konflikt geriet, arbeitete er nicht im elterlichen Betrieb, sondern war in einer anderen Bootsfirma als Ingenieur tätig. Während des Zweiten Weltkriegs arbeitete er an Torpedobooten. Nach Kriegsende kehrte das Mitglied des Leander Club auf die Regattastrecke zurück und gewann 1947 das Einer-Rennen um die Wingfield Sculls. 1948 trat Bertram Bushnell mit Richard Burnell im Doppelzweier bei den Olympischen Spielen an, die Regatta wurde auf der Themse in Henley-on-Thames ausgetragen. Im Vorlauf unterlagen die beiden Briten dem französischen Boot, sie konnten sich aber über den Hoffnungslauf für das Halbfinale qualifizieren. Im Halbfinale siegten die Briten vor den Booten aus den Vereinigten Staaten und aus Belgien, während die Franzosen im dritten Halbfinale gegen die Crew aus Uruguay unterlagen. Im Finale siegten die Briten mit vier Sekunden Vorsprung vor den Dänen, Bronze ging an die Uruguayer. 
Bushnell beendete seine sportliche Karriere nach dem Olympiasieg und gründete 1951 seine eigene Bootsfirma. In späteren Jahren hatte seine Firma eine Flotte von fünfzig Leihbooten.